# Breznické podolie
Breznické podolie je geomorfologickou částí Hodrušské hornatiny, podcelku Štiavnických vrchů.  Leží v západní části podcelku, v údolí Hronu mezi městy Nová Baňa a Tlmače. 

## Polohopis
Území se nachází v západní části Štiavnických vrchů a zaujímá západní okraj podcelku Hodrušská hornatina. Zabírá údolí řeky Hron, která zde přibírá několik menších přítoků, z významnějších to jsou Nobovobanský a Čaradický potok. Breznické podolie na severozápadě vymezuje Veľký Inovec (podcelek Pohronského Inovce), na severu je to část pohoří Vtáčnik, Novobanská kotlina a podcelek Raj. Východním směrem pokračuje podcelek Hodrušská hornatina a jižním směrem lemuje řeku Hron Hronská niva. Na jihozápadě navazují Štiavnické vrchy podcelkem Kozmálovské vršky a západně leží geomorfologická část Hronské pahorkatiny, Bešianská pahorkatina.

## Doprava
Údolím Hrona procházejí významné komunikace; ze Zvolena vodní tok kopíruje silnice E58 v trase rychlostní silnice R1 (Nitra - Zvolen), v jejíž blízkosti vede silnice I/65. Obě dopravní tepny ve střední části území odbočují západním směrem na Zlaté Moravce a údolím pokračuje do Tlmače silnice I / 76. Z jihu na sever vede nivou řeky železniční trať Nové Zámky - Zvolen. 

## Chráněná území
Okrajová část Štiavnických vrchů v údolí řeky leží na vnějším okraji Chráněné krajinné oblasti Štiavnické vrchy. Nevyskytují se zde ani žádné zvláště chráněné území. 

## Turismus
Nejvýznamnější památkou této části území je benediktínský klášter v Hronském Beňadiku. Breznické podolie tak tvoří zázemí a východisko výstupů do okolních pohoří. Severním okrajem vede Novou Baňou  červeně značená Rudná magistrála, vedoucí atraktivním územím s hornickými památkami. V jižní časti vede z Tlmače  modře značená trasa do Štiavnických vrchů, na kterou se připojuje   zelená trasa z Tekovské Breznice. Klášter Hronský Beňadik a nedalekou Morovou kapličku spojuje  žlutá turistická trasa.